# Roger B. Chaffee
Roger Bruce Chaffee (* 15. Februar 1935 in Grand Rapids, Michigan; † 27. Januar 1967 in Cape Canaveral, Florida) war ein US-amerikanischer Astronaut. Er starb bei der Apollo-1-Katastrophe.

## Biographie
Die ersten sieben Lebensjahre wuchs Roger Chaffee in Greenville, Michigan, bei seinen Eltern Don und Blanche Chaffee auf. Don Chaffee war ein Doppeldecker-Pilot, der sich mit Passagier- und Fallschirmflügen und ab 1942 als angestellter Pilot der U.S. Artillerie sein Geld verdiente. Als er seinen Sohn im Alter von sieben Jahren mit auf einen Flug über den Michigansee nahm, stand für diesen sofort fest, dass er Pilot werden wollte.
Roger Chaffees Interessen lagen in jungen Jahren beim Modellflug und bei der Musik, für die er sich ab seiner Schulzeit interessierte. Er lernte Blasinstrumente und gründete mit anderen in der High School eine Tanzcombo.
Mit dreizehn Jahren trat Chaffee den heimischen Pfadfindern bei, bei denen er sich schnell die ersten Leistungsabzeichen verdiente. In der Schule lagen seine Interessen auf den wissenschaftlichen Fächern wie Mathematik und Chemie. Sein besonderes Interesse weckte die Elektronik.

### Von der High School zum Marine-Piloten
Nach seinem Schulabschluss 1953 bewarb sich Roger Chaffee bei mehreren Hochschulen und begann schließlich im Herbstsemester sein Studium am Illinois Institute of Technology in Chicago, für das er ein Stipendium der U.S. Marine über das Naval Reserve Officer Training Corps (NROTC) Programm erhielt. 1954 entschloss er sich, seine Leidenschaft für das Fliegen und die Technik im Studium zu vereinen und Luftfahrtingenieur zu werden. Dies ließ sich am besten an der Purdue University in Lafayette, Indiana, verwirklichen.
Im September 1955 lernte er Martha Horn aus Oklahoma City kennen, sie heirateten im August 1957.
Am 2. Juni 1957 bekam Roger Chaffee seinen Bachelorabschluss an der Universität, wo er auch kurz zuvor die Prüfung für seinen Flugschein absolvierte. Sein militärisches Flugtraining wurde in Pensacola, Florida, fortgesetzt, wo er die Beechcraft T-34 Mentor und die North American T-28 Trojan flog. Später trainierte er in Kingsville, Texas, auf dem Grumman F9F Cougar Jet.
Im Jahr 1958 wurde er Vater einer Tochter und 1961 eines Sohnes.
Nach Beendigung seiner Flugausbildung durchlief er verschiedene Flugjobs bei der Marine, bis er Qualitätsoffizier bei der Heavy Photographic Squadron 62 die in Jacksonville, Florida, stationiert war, wurde. Eine der Aufgaben war das Fotografieren des neu erbauten Cape Canaveral.

### Von der Marine zur NASA

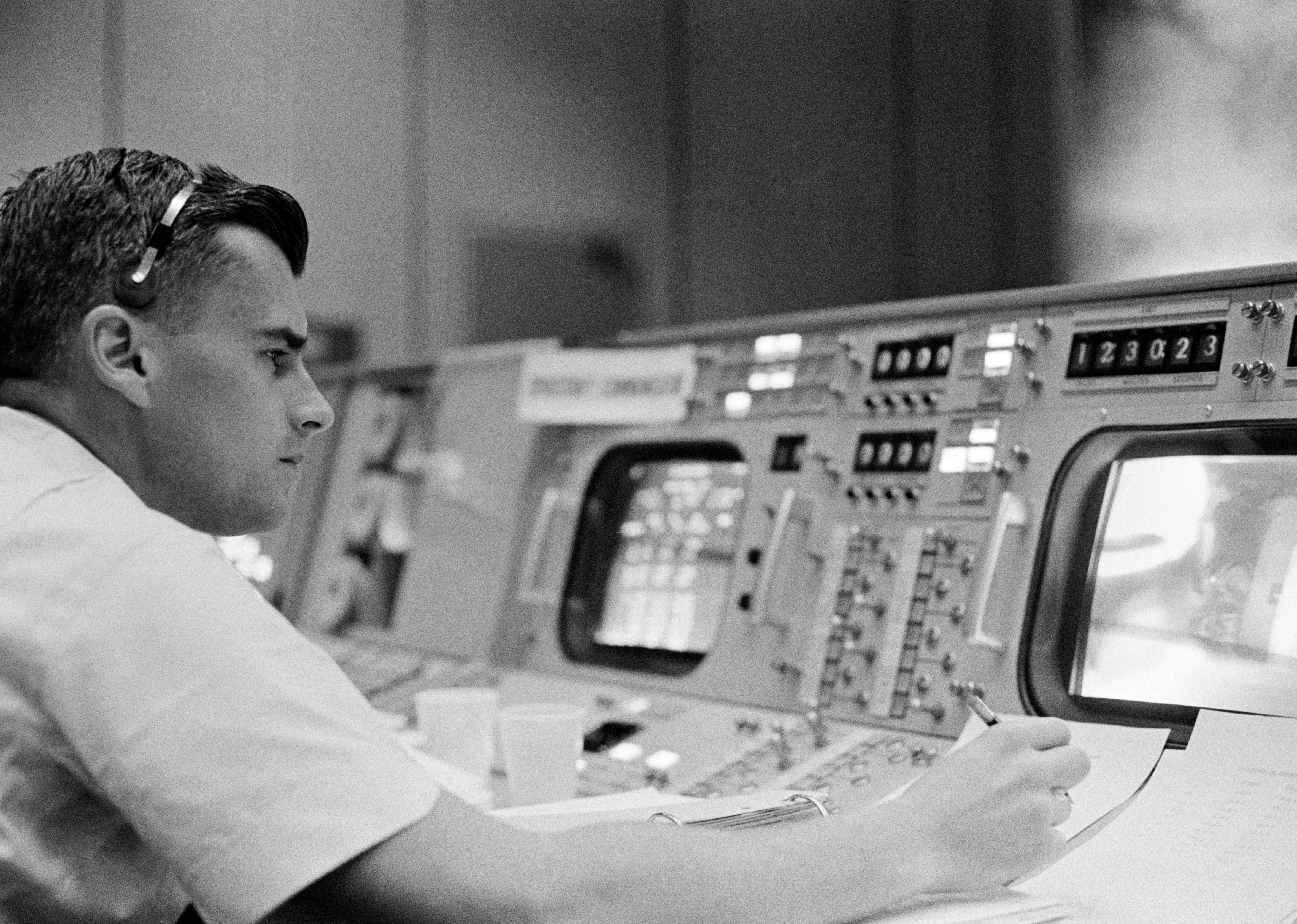
Roger B. Chaffee während des Flugs Gemini 3 an der CapCom-Konsole

Nachdem die ersten Mercury-Astronauten benannt worden waren, neigte sich Roger Chaffees Interesse in diese Richtung. Er richtete seine weitere Aus- und Weiterbildung auf das Ziel aus, als Astronaut ausgewählt zu werden.
1963 wurde die dritte Astronautengruppe von der NASA rekrutiert; Chaffee gehörte zu einer Gruppe von 1.800 Bewerbern.
Im Jahre 1962 wurde Chaffee ein Fortsetzungsstudium zum Master als Betriebsingenieur in Dayton, Ohio, angeboten. Er zog mit seiner Familie um, ohne aber die Auswahltests zum Astronauten zu vernachlässigen. Die NASA unterrichtete seine Familie von seiner Auswahl, als er sich auf einem Jagdausflug befand. Am 18. Oktober 1963 flog Chaffee nach Houston und wurde dort offiziell in das Astronautenkorps aufgenommen.
1964, nachdem die Familie nach Houston umgezogen war, begann Roger Chaffees Astronautenausbildung. Dazu gehörte nicht nur weiteres Flugtraining, sondern auch Überlebenstraining für fehlerhafte Land- oder Wasserlandungen sowie das Studium der Mondoberfläche, da die dritte Astronautengruppe sich für die Mondlandung vorbereiten musste. Zu den Trainingseinheiten gehörte auch das EVA-Training (Weltraumausstieg) in einem großen Wasserbecken.
Als am 28. Februar 1966 die Astronauten Elliot See und Charles Bassett bei einem Flugzeugabsturz ums Leben kamen, fiel Roger Chaffee die Ehre zu, bei der Beisetzung mit anderen Kollegen den Sarg von See tragen zu dürfen.
Eine der ersten größeren Aufgaben Chaffees war es, bei der Mission Gemini 4 im Juni 1965 als Kommunikationsassistent zu agieren. Zusammen mit Gus Grissom flog er zudem eine Mission als Begleitflieger bei einer unbemannten Saturn 1B Mission, um deren Start zu fotografieren.

#### AS-204 (Apollo 1)

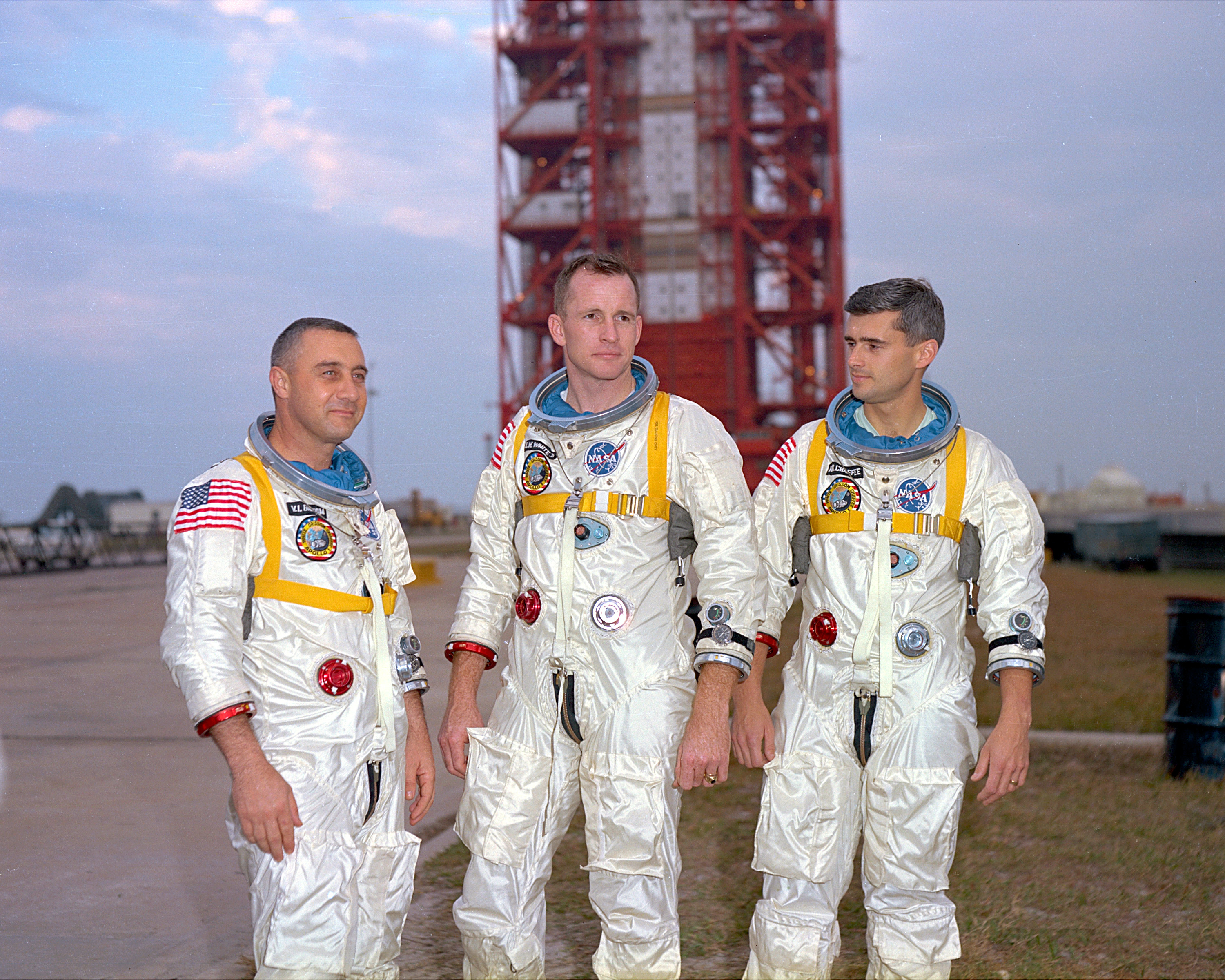
Die Crew von Apollo 1 – v. l. n. r. Grissom, White und Chaffee

Kurz nach dem Flug von Gemini 8 mit Neil Armstrong und David Scott im März 1966 wurden von der NASA die Crewmitglieder für die erste bemannte Apollo-Mission bekannt gegeben. Als Kommandant wurde Gus Grissom benannt, zusammen mit Ed White als Chefpilot und Roger Chaffee als Pilot. Die Mission sollte im Frühjahr 1967 starten.
Während der nächsten Monate lernte die Crew in Downey, Kalifornien ihr Apollo-Raumschiff CSM-012, das im dortigen Werk zusammengebaut wurde, in- und auswendig kennen.
Da das Apollo-Raumschiff aber noch nicht den ausgereiften Status erreicht hatte wie die Gemini-Vorgängermodelle, wurde der Start verschoben und weitere Tests anberaumt.

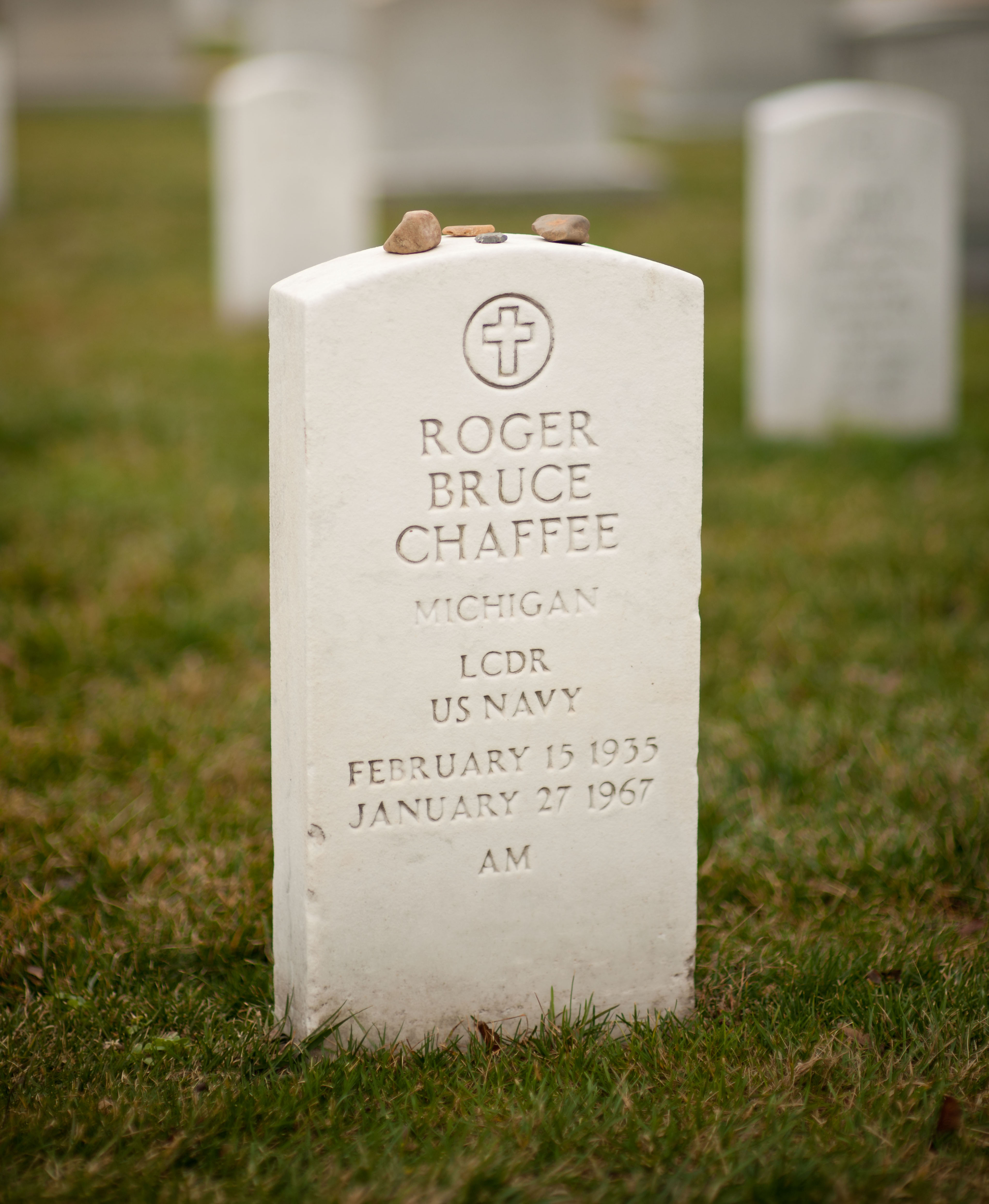
Grabstein von Roger Bruce Chaffee

Ein entscheidender Test fand am 27. Januar 1967 auf der Startrampe in Cape Kennedy statt. Die komplette Besatzung, namentlich Grissom, White und Chaffee nahmen in der Kommandokapsel Platz, um einen Plugs-Out-Test auszuführen. Während des Tests fing jedoch (wahrscheinlich durch einen Kurzschluss oder Lichtbogen) das Innere der Kapsel Feuer. Alle drei Astronauten kamen dabei ums Leben.
Chaffee ist in Sektion 3 neben Gus Grissom auf dem amerikanischen Nationalfriedhof Arlington bei Washington mit einem Staatsbegräbnis beigesetzt worden.

## Besonderheiten
- Chaffee war zusammen mit Gus Grissom und Edward White erstes Todesopfer in einem Raumschiff (Apollo 1).
- Chaffees Name ist auf der Metallplatte des Fallen Astronaut, des einzigen Kunstwerks auf dem Mond, aufgeführt.[5]
- Der Mondkrater Chaffee auf der Mondrückseite ist nach ihm benannt.[6]